# Stapp-Verlag
Der Stapp-Verlag (Eigenschreibweise Stapp Verlag) wurde 1952 von Wolfgang Stapp (1927–2017) in Berlin gegründet. Der erste Verlagssitz befand sich in der Albrechtstraße in Berlin-Steglitz, später u. a. in Berlin-Tiergarten, Lützowstraße, zuletzt in der Luisenstraße in Berlin-Lichterfelde-Ost. Er hatte sich auf die Herausgabe von Regionalliteratur (Preußen, Brandenburg, Berlin) spezialisiert.

## Der Verleger
Wolfgang Stapp wurde als Sohn des Biologen und Oberregierungsrates Dr. Dr. Carl Stapp, Beamter in der Biologischen Bundesanstalt für Land- und Forstwirtschaft, und seiner Frau in Berlin-Steglitz geboren. Als er nach dem Zweiten Weltkrieg seine wegen Kriegsdienst unterbrochene Schulausbildung fortsetzen konnte, brachte ihm sein Deutschlehrer das genaue und kritische Bücherlesen nahe. Der Lehrer hatte unter anderem die in der NS-Zeit verbotenen Bücher von Bertolt Brecht, Carl Zuckmayer oder Thomas Mann versteckt, die er nun interessierten Schülern bei sich vorlas. So weckte er Stapps Interesse am Buchwesen, der nach dem Abitur eine Ausbildung zum Verlagsbuchhändler machte.,Als erstes bekam er vom Verlagsleiter das Brecht-Manuskript Songs aus der Dreigroschenoper zur Korrektur. Wolfgang Stapp musste zahlreiche Rechtschreib- und Grammatikfehler ausbessern und verabredete sich anschließend mit dem Dichter, der im notdürftig hergerichteten Hotel Adlon logierte. Brecht besah sich die Korrekturen kommentarlos, beschwerte sich jedoch anschließend beim Verlagsdirektor über den Nazi-Jüngling. Die Korrekturen wurden für die Drucklegung aber übernommen.
Im Jahr 1949 begann Wolfgang Stapp ein Studium der Germanistik an der gerade neu begründeten Freien Universität Berlin. Sein Leben und das seiner wachsenden jungen Familie musste er mit Nebentätigkeiten selbst finanzieren. So wurde Stapp für mehrere Verlage Handelsvertreter im Gebiet zwischen Flensburg und Frankfurt am Main, das er mit dem Fahrrad und später mit der Motorroller bereiste. Diese intensive Tätigkeit mit Büchern veranlasste ihn, im Jahr 1952 seinen eigenen Verlag zu gründen, Eintrag im Handelsregister des Amtsgerichts Charlottenburg unter HRB 80947 B. Als erstes brachte er seinen Berlin-Kalender mit Schwarz-Weiß-Fotografien von Fritz Eschen heraus, der ein Verkaufserfolg wurde. So folgten ab 1962 bald weitere Veröffentlichungen über Berlin und über die Mark Brandenburg. 
Wolfgang Stapp war neben seiner eigenen Verlagstätigkeit bald auch Leiter der Werbeabteilung des Fischer-Verlages in Frankfurt/Main. In dieser Eigenschaft organisierte er Lesungen und begleitete die Autoren, unter anderem Paul Celan, Luise Rinser und Hilde Domin. Später war er Leiter der Werbeabteilung der Zeitschrift „Monat“ in Berlin sowie lange Jahre bis zur Pensionierung Geschäftsführer der Korporation Berliner Buchhändler. Ebenso war er Gründungsmitglied der 1990 ins Leben gerufenen Theodor Fontane Gesellschaft, Gründer des Freundeskreises der Stadtbibliothek Steglitz-Zehlendorf sowie Gründer der Stapp-Stiftung.
In seinem Eigenverlag erschienen insgesamt 24 Wanderbücher, er etablierte die Reihe Preußische Köpfe (30 Bände), veröffentlichte die kleinen gefragten Büchlein Französisch im Berliner Jargon und Jiddisch im Berliner Jargon sowie später die Reihe Geschichte der Berliner Verwaltungsbezirke. Die Buchverkäufe blieben ein Hobby bis zu seinem Tod. Insgesamt werden 241 Buchtitel unter dem Verlagskennzeichen aufgelistet. Neben Bucheditionen machte Wolfgang Stapp Stadtführungen in Berlin und setzte sich für regionale Belange ein, er war ca. 20 Jahre ehrenamtlicher Handelsrichter am Landgericht. Fünfundzwanzig Jahre war er auch ehrenamtlicher Erster Vorsitzender des Vereins Ferienhäuser des deutschen Buchhandels.
Stapp hatte den Verlag im Jahr 2001 an den Jaron-Verlag verkauft, ihn aber als Verlagsmantel 2005 zurückerworben und wiederbelebt. Danach gab er noch weitere fünf Bücher heraus. Der Verlag wurde nach Stapps Tod aufgelöst, es gab keinen Nachfolger, auch keinen anderen Verleger, der die Programme fortsetzen wollte.
Im Jahr 2007 verlieh ihm der Verein für die Geschichte Berlins für sein verlegerisches Lebenswerk die Fidicin-Medaille in Silber.‘ Stapp wurde für seine Verdienste um Berlin das Bundesverdienstkreuz verliehen. Auch außerhalb Berlins, beispielsweise im Verein historisches Paretz, wurde Stapps Engagement zur Verbreitung Brandenburger Geschichte wohlwollend zur Kenntnis genommen, der Verein hatte ihn zum Ehrenmitglied ernannt.

## Autoren und Titel (Auswahl)
- Werner Beyme: Carl Friedrich von Beyme. (= Preußische Köpfe. Politik )[13]
- Beate Boelsche: Wanderungen im Kreis Brandenburg[14]
- Alfred Bürkner: Friedenau[15]
- Gustav Erdmann: Das Gerhart-Hauptmann-Museum Erkner
- Ulla Galm: August Borsig. (=Preußische Köpfe. Industrie)
- Ewald Harndt
- Wichard Graf Harrach: Auguste Fürstin von Liegnitz. (=Preußische Köpfe)
- Rainer Höying, Heinz Ohff, Christian Chruxin:
Berlin auf den zweiten Blick.[13]
- Christa Jankowski: Brandenburg. Nicht nur Sand und Heide
- Johannes Jankowski: Brandenburg. Nicht nur Sand und Heide
- Ingrid Heinrich Jost: Adolf Glasbrenner. (=Preußische Köpfe)
- Elvira Kühn, Michael Magerkord, Axel Witte:
Unterwegs in der Mark Brandenburg
- Gertrud Mander: Königin Luise. (=Preußische Köpfe.)[13]
- Andreas Nachama: Jiddisch im Berliner Jargon oder Hebräische Sprachelemente im deutschen Wortschatz[16]
- Johannes C. Prittwitz: Wanderbuch der Mark Brandenburg
- Wolfgang Ribbe: Kleine Berlin-Geschichte
- Norbert Ritter: Berlin Wanderbuch III. 14 Wanderungen durch das
östliche Berlin.[13]
- Hans Scholz: Wanderungen und Fahrten in der Mark Brandenburg, 11 Bände[17]
- Gustav Sichelschmidt: Ernst Moritz Arndt. (=Preußische Köpfe)[13]
- Cornelius Steckner: Museum Friedhof. Bedeutende Grabmäler in Berlin.[13]
- Kurt Steinkraus: Jeliebtet Berlin. Mein kleena Hund heißt Max.[13]
- Wolfgang Stresemann: Philharmonie und Philharmoniker[13]
- Judith Uhlig: Köpenick,[13] Treptow
- Eva Ziebura: Prinz Heinrich von Preußen. (=Preußische Köpfe),[13]
 Kein Mitleid mit den Frauen